# Ном (Стародавній Єгипет)

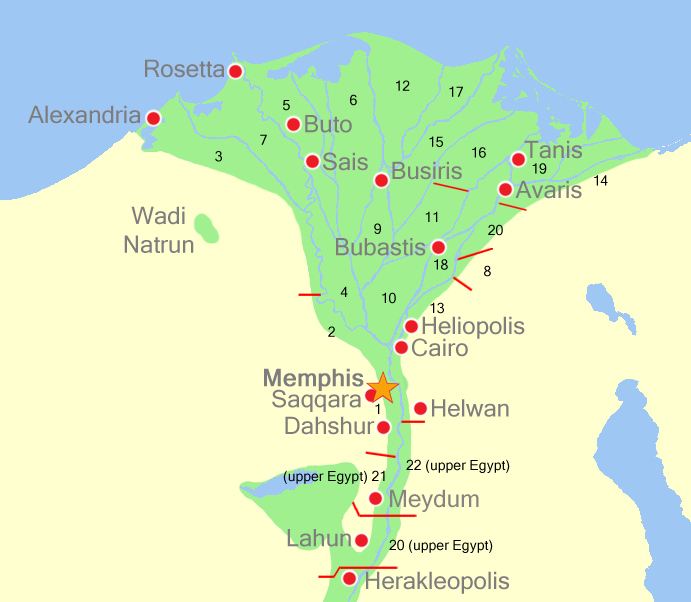
Мапа номів Нижнього Єгипту

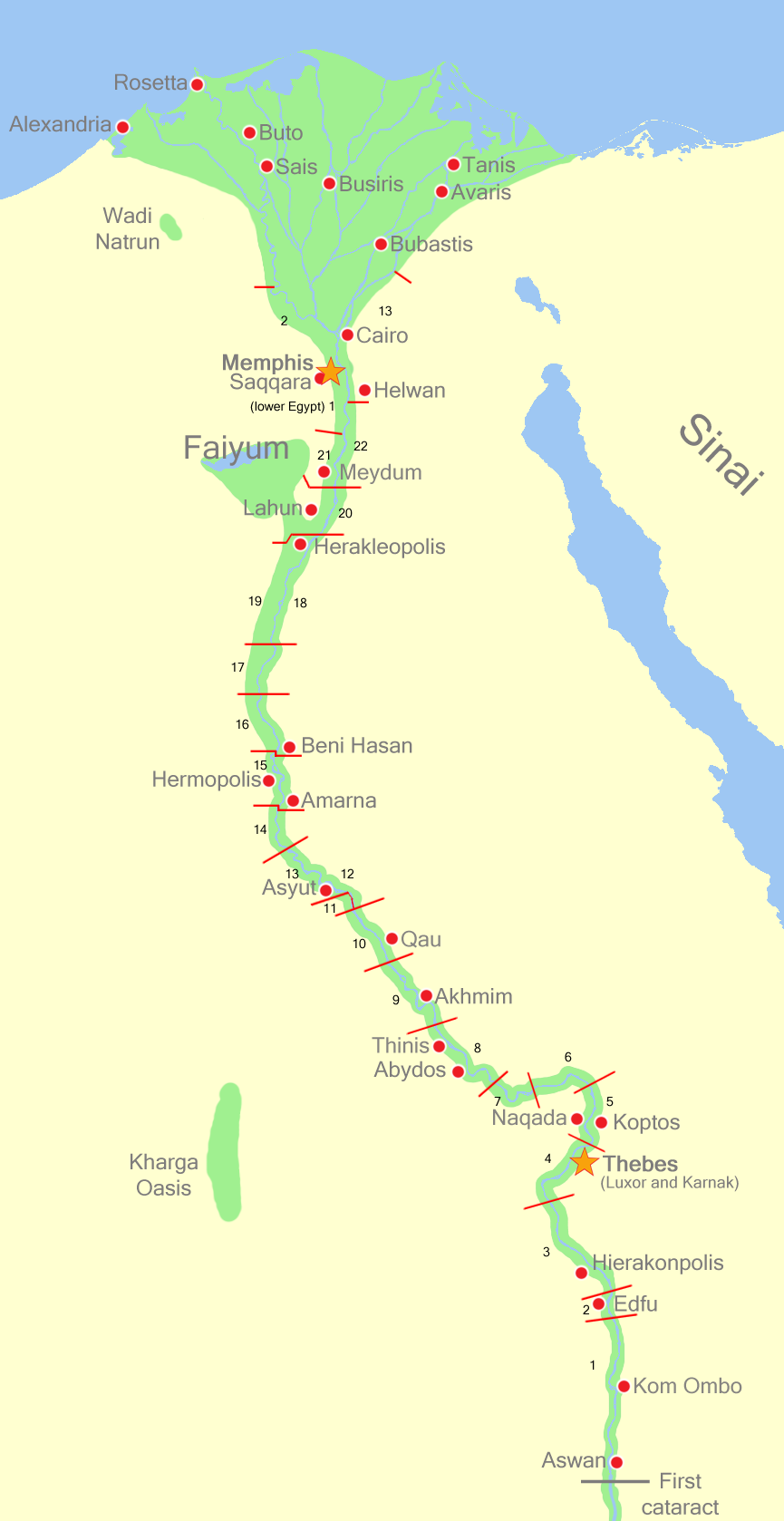
Мапа номів Верхнього Єгипту

Ном (дав.-гр. νομός «округ, область», єг. — spȝt (сепат)) — територіально-адміністративна одиниця в Стародавньому Єгипті. До 1970-х років, серед єгиптологів була поширена думка, що номи — це перші мікродержавні утворення на території Стародавнього Єгипту, які пізніше стали адміністративно-територіальними одиницями об'єднаної країни. Сьогодні більшість дослідників схильні вважати виникнення номів, як наслідок процесів адміністративного перетворення ранньодинастичного періоду.

## Назва
Термін Ном грецького походження — так греки стали називати давньоєгипетські сепати (території) в елліністичний період єгипетської історії, за часів династії Птолемеїв.

## Історія адміністративно-територіальної системи Єгипту
За час правління якого саме фараона I—II династій був введений цей порядок, достеменно невідомо, проте, за існуючими даними, номова система вже склалась до початку царювання III династії. Так, наприклад, номи Ксоїс в Нижньому і Хент у Верхньому Єгипті вперше згадані в написах Палермського каменю (V династія). Також невідомо, де номи були введені раніше: в Верхньому чи в Нижньому Єгипті. Більшість єгиптологів припускає, що у Нижньому Єгипті номи, ймовірно, утворились навколо місць збору сільськогосподарської продукції для царської скарбниці. У будь-якому випадку, такий адміністративно-територіальний поділ Єгипту виявився напрочуд вдалим і проіснував аж до часів адміністративних реформ Діоклетіана і Константина.
Кожний з номів мав свою столицю і герб. Гербами переважно були зображення богів-покровителів даного ному.
Географія номів залишалась практично незмінною протягом всієї історії Стародавнього Єгипту. Усього номів було 42: 20 у Нижньому Єгипті і 22 у Верхньому. Тільки під час правління Птолемеїв, декотрі номи були перейменовані, як от Крокоділополійський ном був перейменований Птолемеєм на Арсінойський, а в часи римської адміністрації, імператор Адріан на честь свого коханця у 131 році створив новий ном — Антіной, столицею якого був Антіноополіс. Цікаво, що згідно з римським правом окремі номи мали право карбувати власні гроші — так звані номові гроші, на яких відображались місцеві асоціації і традиції.

## Кількість
Достеменно не відомо, при якому з царів I—II династії була введена номів система, але, за існуючим даними, вона вже існувала до початку правління III династії. Кількість і площа номів не були постійними:
37 номів — 22 у Верхньому і 15 у Нижньому Єгипті — називаються в період Стародавнього царства (XXVIII — XXII ст. до н. е..) у списках храмів фараонів Снофру (IV династія) і Ніусерра (V династія.
42 нома — 22 у Верхньому і 20 у Нижньому Єгипті — називаються в період Нового царства (XVI—XI ст. до н. е..), 42 бога на суді Осіріса в 125-й главі «Книги мертвих» відповідали 42-м номам.
36 номів — 10 у Фіваїді (Верхній Єгипет), 10 в Дельті (Нижній Єгипет), 16 у Гептаноміді (Середній Єгипет) — таке число наводить Страбон, але відразу ж обмовляється: "… що за словами деяких письменників, усіх номів було стільки, скільки зал у Лабіринті; число ж їх менше 36 … "
42 нома (іноді 44) — у списках греко-римського Єгипту, адміністративна система ускладнюється, відбувається дрібніше дроблення областей, були утворені нові номи, а старі перейменовані або отримали відповідні грецькі, а пізніше римські назви.

## Номархи
На чолі кожного нома стояв номарх (дав.-гр. νομάρχης). Ця назва грецька, оригінальна єгипетська — начальник каналу (єг. Адж-мер). Кожний номарх був головою місцевої адміністрації (єг. джаджат), яка складалась з представників знаті і жерців. Як повноваження, до обов'язків номарха входили збір і облік податків, управління військами, розквартированими на території ввіреному йому нома, управління господарсько-економічною системою округу. Загалом, адміністративна посада номарха за функціональністю була схожа на губернаторську. Вона могла бути як спадковою, так і призначуваною фараоном. Загалом, коли центральна влада в Стародавньому Єгипті була сильною, номархи були дітьми, або родичами фараона. Коли ж центральний уряд був слабший, як наприклад під час вторгнень чужоземних загарбників, або громадянських воєн — окремі номархи часто виходили з-під прямого підпорядкування фараону і заявляли свої права на спадковість посади. Такі конфлікти були звичайним явищем протягом так званих «перехідних періодів» в історії Стародавнього Єгипту, коли країна розпадалась на кілька незалежних князівств, зі своїм фараоном на чолі. Як правило, зі стану громадянської війни Стародавній Єгипет виходив шляхом перемоги одного номарха над усіма рештою. В такому випадку переможець оголошував себе єдиним спадкоємцем трону Гора, фараоном двох земель (Верхнього і Нижнього Єгиптів) і засновував нову династію.

## Список номів Стародавнього Єгипту

### Номи Нижнього Єгипту
| O36 | T3 |

| O36 | T3 |

| F24 |

| F24 |

| R13 |

| R13 |

| HASH | M24 |

| HASH | M24 |

| HASH | M15 |

| HASH | M15 |

| N26 | E2 |

| N26 | E2 |

| T21 | R14 |

| T21 | R14 |

| T21 | R15 |

| T21 | R15 |

| A22 |

| A22 |

| S32 | E2 |

| S32 | E2 |

| Aa2 | E2 |

| Aa2 | E2 |

| E9 | E2 |

| E9 | E2 |

| S38 | R24 |

| S38 | R24 |

| W17 | R15 |

| W17 | R15 |

| G29 |

| G29 |

| K4 |

| K4 |

| F18 · D46 | X1 · O49 |

| F18 · D46 | X1 · O49 |

| A18 | W17 |

| A18 | W17 |

| A18 | F22 |

| A18 | F22 |

| G13 |

| G13 |

### Номи Верхнього Єгипту
| N16 · T9A |

| N16 · T9A |

| U40 | G5 |

| U40 | G5 |

| S8 |

| S8 |

| R19 |

| R19 |

| G5 | G5 |

| G5 | G5 |

| I3 |

| I3 |

| Y8 |

| Y8 |